# Ztracené město (film)
Ztracené město (v anglickém originále The Lost City) je americká akční dobrodružná romantická komedie režisérů Aarona a Adama Neeových, kteří společně s Orenem Uzielem a Danou Foxovou napsali scénář podle předlohy Setha Gordona. V hlavních rolích hrají Sandra Bullocková a Channing Tatum, ve vedlejších rolích účinkují Daniel Radcliffe, Da'Vine Joy Randolph a Brad Pitt.

## Obsazení
| Sandra Bullock       | Loretta Sage    |
| Channing Tatum       | Alan Caprison   |
| Daniel Radcliffe     | Abigail Fairfax |
| Da'Vine Joy Randolph | Beth Hatten     |
| Patti Harrison       | Allison         |
| Oscar Nunez          | Oscar           |
| Brad Pitt            | Jack Trainer    |
| Raymond Lee          | důstojník Gomez |
| Bowen Yang           | Ray             |

## Produkce
V říjnu 2020 bylo oznámeno, že Sandra Bullocková se připojila k hereckému obsazení filmu Ztracené město. Film režírují Aaron a Adam Neeovi podle scénáře Setha Gordona. Sandra Bullocková působí jako producentka pod svou značkou Fortis Films a distribuci zajišťuje Paramount Pictures. V prosinci 2020 se k obsazení filmu připojil Channing Tatum, v březnu 2021 Patti Harrison, Da'Vine Joy Randolph a Daniel Radcliffe, v dubnu 2021 se připojili Brad Pitt a Oscar Nunez, přičemž Pitt se objevil v epizodní roli.
Hlavní natáčení začalo v květnu 2021 a probíhalo v Dominikánské republice. Natáčení filmu skončilo 16. srpna 2021.

## Vydání

### Divadlo
V říjnu 2021 bylo oznámeno, že Ztracené město D bylo přejmenováno na Ztracené město a že film bude uveden do kin 25. března 2022, když předtím byla premiéra stanovena na 15. dubna 2022. Ztracené město mělo světovou premiéru na filmovém festivalu South by Southwest 12. března 2022. Premiéra filmu v Rusku byla 1. března 2022 zrušena s ohledem na ruskou invazi na Ukrajinu.

### Marketing
Podle iSpotu film utratil více než 27 milionů dolarů za televizní reklamu v médiích, jako jsou NBC (27,8 %), ESPN (6,6 %), CBS (4,9 %), ABC (4,8 %) a Food Network (4,3 %). Na účtech filmu na Youtube, Facebooku, Twitteru, Instagramu a Tiktoku bylo 125,3 milionu sledujících, což „překročilo žánrové normy pro akční dobrodružnou komedii“.